# Труаторан
Труаторан (фр. Troistorrents) — громада  в Швейцарії в кантоні Вале, округ Монте.

## Географія
Громада розташована на відстані близько 90 км на південний захід від Берна, 35 км на захід від Сьйона.
Труаторан має площу 37 км², з яких на 7,3% дозволяється будівництво (житлове та будівництво доріг), 36,7% використовуються в сільськогосподарських цілях, 51,8% зайнято лісами, 4,2% не є продуктивними (річки, льодовики або гори).

## Демографія
2019 року в громаді мешкало 4748 осіб (+12,2% порівняно з 2010 роком), іноземців було 13,1%. Густота населення становила 128 осіб/км².
За віковим діапазоном населення розподілялося таким чином: 20,5% — особи молодші 20 років, 60,9% — особи у віці 20—64 років, 18,6% — особи у віці 65 років та старші. Було 2071 помешкань (у середньому 2,3 особи в помешканні).
Із загальної кількості 884 працюючих 42 було зайнятих в первинному секторі, 227 — в обробній промисловості, 615 — в галузі послуг.